# Namacunde
Namacunde é uma cidade e município da província do Cunene, em Angola.
Tem 78. 701 km² e cerca de 152 mil habitantes. É limitado a norte pelo município de Cuanhama, a leste pelo município de Cuangar, a sul pela República da Namíbia, e a oeste pelo município de Ombadija.
O município é constituído pela comuna-sede, correspondente à cidade de Namacunde, e pela comuna de Chiede.
Neste município localiza-se Santa Clara do Cunene, uma das povoações angolanas mais próximas da fronteira com a Namíbia.